# Benito Albino Dalser
Benito Albino Dalser (ur. 11 listopada 1915 w Mediolanie, zm. 26 sierpnia 1942 tamże) – włoski marynarz, nieślubny syn Benito Mussoliniego.

## Życiorys
Jego matką była Ida Dalser, z którą Mussolini był związany tuż przed wybuchem I wojny światowej. Ida przez całe życie utrzymywała, że Mussolini ożenił się z nią, walczyła także o możliwość życia z rzekomym mężem. Mussolini, nie chcąc utrzymywać kontaktów z byłą kochanką, doprowadził do osadzenia jej w zamkniętym zakładzie psychiatrycznym, gdzie zmarła w 1937.
Młody Benito charakteryzował się wyjątkowo dużym fizycznym podobieństwem do ojca, który nie wypierał się ojcostwa, ale nie zamierzał syna uznawać za oficjalnego potomka i wymusił nadanie dziecku nazwiska po matce. Od zamknięcia matki w zakładzie psychiatrycznym Dalser pozbawiony był bezpośredniej opieki, umieszczano go w kolejnych szkołach z internatem. Po śmierci wspierającego go Arnaldo Mussoliniego, prawnym opiekunem chłopca stał się komisarz Trydentu, Giulio Bernardi, który go także zaadoptował. Dalser po ukończeniu szkoły został wysłany jako marynarz na Daleki Wschód.
Podobnie jak matka walczył o prawne uznanie ojcostwa przez Mussoliniego, w związku z czym także umieszczony został w zakładzie psychiatrycznym, gdzie poddano go terapiom, m.in. śpiączce insulinowej. Wyniszczony fizycznie i psychicznie, zmarł w 1942.

## Drzewo genealogiczne
|                            |                            |                            |                            |                              |                              |                              |                              |                              |                              |                            |                            |                               |                               | Alessandro Mussolini (1854–1910) | Alessandro Mussolini (1854–1910) | Alessandro Mussolini (1854–1910) | Alessandro Mussolini (1854–1910) | Alessandro Mussolini (1854–1910) | Alessandro Mussolini (1854–1910) |                               |                               | Rosa Maltoni (1858–1905)      | Rosa Maltoni (1858–1905)      | Rosa Maltoni (1858–1905)             | Rosa Maltoni (1858–1905)             | Rosa Maltoni (1858–1905)             | Rosa Maltoni (1858–1905)             |                                      |                                      |                              |                              |                                  |                                  |                                  |                                  |                                  |                                  |                   |                   |                              |                              |                              |                              |                              |                              |                      |                      |                      |                      |                              |                              |                              |                              |                              |                              |                      |                      |                      |                      |                      |                      |                     |                     |                         |                         |                         |                         |                         |                         |                        |                        |                                  |                                  |                                  |                                  |                                  |                                  |                           |                           |
|                            |                            |                            |                            |                              |                              |                              |                              |                              |                              |                            |                            |                               |                               | Alessandro Mussolini (1854–1910) | Alessandro Mussolini (1854–1910) | Alessandro Mussolini (1854–1910) | Alessandro Mussolini (1854–1910) | Alessandro Mussolini (1854–1910) | Alessandro Mussolini (1854–1910) |                               |                               | Rosa Maltoni (1858–1905)      | Rosa Maltoni (1858–1905)      | Rosa Maltoni (1858–1905)             | Rosa Maltoni (1858–1905)             | Rosa Maltoni (1858–1905)             | Rosa Maltoni (1858–1905)             |                                      |                                      |                              |                              |                                  |                                  |                                  |                                  |                                  |                                  |                   |                   |                              |                              |                              |                              |                              |                              |                      |                      |                      |                      |                              |                              |                              |                              |                              |                              |                      |                      |                      |                      |                      |                      |                     |                     |                         |                         |                         |                         |                         |                         |                        |                        |                                  |                                  |                                  |                                  |                                  |                                  |                           |                           |
|                            |                            |                            |                            |                              |                              |                              |                              |                              |                              |                            |                            |                               |                               |                                  |                                  |                                  |                                  |                                  |                                  |                               |                               |                               |                               |                                      |                                      |                                      |                                      |                                      |                                      |                              |                              |                                  |                                  |                                  |                                  |                                  |                                  |                   |                   |                              |                              |                              |                              |                              |                              |                      |                      |                      |                      |                              |                              |                              |                              |                              |                              |                      |                      |                      |                      |                      |                      |                     |                     |                         |                         |                         |                         |                         |                         |                        |                        |                                  |                                  |                                  |                                  |                                  |                                  |                           |                           |
|                            |                            |                            |                            |                              |                              |                              |                              |                              |                              |                            |                            |                               |                               |                                  |                                  |                                  |                                  |                                  |                                  |                               |                               |                               |                               |                                      |                                      |                                      |                                      |                                      |                                      |                              |                              |                                  |                                  |                                  |                                  |                                  |                                  |                   |                   |                              |                              |                              |                              |                              |                              |                      |                      |                      |                      |                              |                              |                              |                              |                              |                              |                      |                      |                      |                      |                      |                      |                     |                     |                         |                         |                         |                         |                         |                         |                        |                        |                                  |                                  |                                  |                                  |                                  |                                  |                           |                           |
|                            |                            |                            |                            | Edvige Mussolini (1888–1952) | Edvige Mussolini (1888–1952) | Edvige Mussolini (1888–1952) | Edvige Mussolini (1888–1952) | Edvige Mussolini (1888–1952) | Edvige Mussolini (1888–1952) |                            |                            | Arnaldo Mussolini (1885–1931) | Arnaldo Mussolini (1885–1931) | Arnaldo Mussolini (1885–1931)    | Arnaldo Mussolini (1885–1931)    | Arnaldo Mussolini (1885–1931)    | Arnaldo Mussolini (1885–1931)    |                                  |                                  | Rachele Mussolini (1890–1979) | Rachele Mussolini (1890–1979) | Rachele Mussolini (1890–1979) | Rachele Mussolini (1890–1979) | Rachele Mussolini (1890–1979)        | Rachele Mussolini (1890–1979)        |                                      |                                      | Benito_Mussolini (1883–1945)         | Benito_Mussolini (1883–1945)         | Benito_Mussolini (1883–1945) | Benito_Mussolini (1883–1945) | Benito_Mussolini (1883–1945)     | Benito_Mussolini (1883–1945)     |                                  |                                  |                                  |                                  |                   |                   |                              |                              |                              |                              |                              |                              |                      |                      |                      |                      |                              |                              |                              |                              |                              |                              |                      |                      |                      |                      |                      |                      |                     |                     |                         |                         | Ida Dalser (1880–1937)  | Ida Dalser (1880–1937)  | Ida Dalser (1880–1937)  | Ida Dalser (1880–1937)  | Ida Dalser (1880–1937) | Ida Dalser (1880–1937) |                                  |                                  | Clara Petacci (1912–1945)        | Clara Petacci (1912–1945)        | Clara Petacci (1912–1945)        | Clara Petacci (1912–1945)        | Clara Petacci (1912–1945) | Clara Petacci (1912–1945) |
|                            |                            |                            |                            | Edvige Mussolini (1888–1952) | Edvige Mussolini (1888–1952) | Edvige Mussolini (1888–1952) | Edvige Mussolini (1888–1952) | Edvige Mussolini (1888–1952) | Edvige Mussolini (1888–1952) |                            |                            | Arnaldo Mussolini (1885–1931) | Arnaldo Mussolini (1885–1931) | Arnaldo Mussolini (1885–1931)    | Arnaldo Mussolini (1885–1931)    | Arnaldo Mussolini (1885–1931)    | Arnaldo Mussolini (1885–1931)    |                                  |                                  | Rachele Mussolini (1890–1979) | Rachele Mussolini (1890–1979) | Rachele Mussolini (1890–1979) | Rachele Mussolini (1890–1979) | Rachele Mussolini (1890–1979)        | Rachele Mussolini (1890–1979)        |                                      |                                      | Benito_Mussolini (1883–1945)         | Benito_Mussolini (1883–1945)         | Benito_Mussolini (1883–1945) | Benito_Mussolini (1883–1945) | Benito_Mussolini (1883–1945)     | Benito_Mussolini (1883–1945)     |                                  |                                  |                                  |                                  |                   |                   |                              |                              |                              |                              |                              |                              |                      |                      |                      |                      |                              |                              |                              |                              |                              |                              |                      |                      |                      |                      |                      |                      |                     |                     |                         |                         | Ida Dalser (1880–1937)  | Ida Dalser (1880–1937)  | Ida Dalser (1880–1937)  | Ida Dalser (1880–1937)  | Ida Dalser (1880–1937) | Ida Dalser (1880–1937) |                                  |                                  | Clara Petacci (1912–1945)        | Clara Petacci (1912–1945)        | Clara Petacci (1912–1945)        | Clara Petacci (1912–1945)        | Clara Petacci (1912–1945) | Clara Petacci (1912–1945) |
|                            |                            |                            |                            |                              |                              |                              |                              |                              |                              |                            |                            |                               |                               |                                  |                                  |                                  |                                  |                                  |                                  |                               |                               |                               |                               |                                      |                                      |                                      |                                      |                                      |                                      |                              |                              |                                  |                                  |                                  |                                  |                                  |                                  |                   |                   |                              |                              |                              |                              |                              |                              |                      |                      |                      |                      |                              |                              |                              |                              |                              |                              |                      |                      |                      |                      |                      |                      |                     |                     |                         |                         |                         |                         |                         |                         |                        |                        |                                  |                                  |                                  |                                  |                                  |                                  |                           |                           |
|                            |                            |                            |                            |                              |                              |                              |                              |                              |                              |                            |                            |                               |                               |                                  |                                  |                                  |                                  |                                  |                                  |                               |                               |                               |                               |                                      |                                      |                                      |                                      |                                      |                                      |                              |                              |                                  |                                  |                                  |                                  |                                  |                                  |                   |                   |                              |                              |                              |                              |                              |                              |                      |                      |                      |                      |                              |                              |                              |                              |                              |                              |                      |                      |                      |                      |                      |                      |                     |                     |                         |                         |                         |                         |                         |                         |                        |                        |                                  |                                  |                                  |                                  |                                  |                                  |                           |                           |
| Galeazzo Ciano (1903–1944) | Galeazzo Ciano (1903–1944) | Galeazzo Ciano (1903–1944) | Galeazzo Ciano (1903–1944) | Galeazzo Ciano (1903–1944)   | Galeazzo Ciano (1903–1944)   |                              |                              | Edda Ciano (1910–1995)       | Edda Ciano (1910–1995)       | Edda Ciano (1910–1995)     | Edda Ciano (1910–1995)     | Edda Ciano (1910–1995)        | Edda Ciano (1910–1995)        |                                  |                                  | Bruno Mussolini (1918–1941)      | Bruno Mussolini (1918–1941)      | Bruno Mussolini (1918–1941)      | Bruno Mussolini (1918–1941)      | Bruno Mussolini (1918–1941)   | Bruno Mussolini (1918–1941)   |                               |                               | Vittorio Mussolini (1916–1997)       | Vittorio Mussolini (1916–1997)       | Vittorio Mussolini (1916–1997)       | Vittorio Mussolini (1916–1997)       | Vittorio Mussolini (1916–1997)       | Vittorio Mussolini (1916–1997)       |                              |                              | Anna Maria Mussolini (1929–1968) | Anna Maria Mussolini (1929–1968) | Anna Maria Mussolini (1929–1968) | Anna Maria Mussolini (1929–1968) | Anna Maria Mussolini (1929–1968) | Anna Maria Mussolini (1929–1968) |                   |                   | Romano Mussolini (1927–2006) | Romano Mussolini (1927–2006) | Romano Mussolini (1927–2006) | Romano Mussolini (1927–2006) | Romano Mussolini (1927–2006) | Romano Mussolini (1927–2006) |                      |                      | Anna Maria Scicolone | Anna Maria Scicolone | Anna Maria Scicolone         | Anna Maria Scicolone         | Anna Maria Scicolone         | Anna Maria Scicolone         |                              |                              | Sophia Loren (1934–) | Sophia Loren (1934–) | Sophia Loren (1934–) | Sophia Loren (1934–) | Sophia Loren (1934–) | Sophia Loren (1934–) |                     |                     | Carlo Ponti (1912–2007) | Carlo Ponti (1912–2007) | Carlo Ponti (1912–2007) | Carlo Ponti (1912–2007) | Carlo Ponti (1912–2007) | Carlo Ponti (1912–2007) |                        |                        | Benito Albino Dalser (1915–1942) | Benito Albino Dalser (1915–1942) | Benito Albino Dalser (1915–1942) | Benito Albino Dalser (1915–1942) | Benito Albino Dalser (1915–1942) | Benito Albino Dalser (1915–1942) |                           |                           |
| Galeazzo Ciano (1903–1944) | Galeazzo Ciano (1903–1944) | Galeazzo Ciano (1903–1944) | Galeazzo Ciano (1903–1944) | Galeazzo Ciano (1903–1944)   | Galeazzo Ciano (1903–1944)   |                              |                              | Edda Ciano (1910–1995)       | Edda Ciano (1910–1995)       | Edda Ciano (1910–1995)     | Edda Ciano (1910–1995)     | Edda Ciano (1910–1995)        | Edda Ciano (1910–1995)        |                                  |                                  | Bruno Mussolini (1918–1941)      | Bruno Mussolini (1918–1941)      | Bruno Mussolini (1918–1941)      | Bruno Mussolini (1918–1941)      | Bruno Mussolini (1918–1941)   | Bruno Mussolini (1918–1941)   |                               |                               | Vittorio Mussolini (1916–1997)       | Vittorio Mussolini (1916–1997)       | Vittorio Mussolini (1916–1997)       | Vittorio Mussolini (1916–1997)       | Vittorio Mussolini (1916–1997)       | Vittorio Mussolini (1916–1997)       |                              |                              | Anna Maria Mussolini (1929–1968) | Anna Maria Mussolini (1929–1968) | Anna Maria Mussolini (1929–1968) | Anna Maria Mussolini (1929–1968) | Anna Maria Mussolini (1929–1968) | Anna Maria Mussolini (1929–1968) |                   |                   | Romano Mussolini (1927–2006) | Romano Mussolini (1927–2006) | Romano Mussolini (1927–2006) | Romano Mussolini (1927–2006) | Romano Mussolini (1927–2006) | Romano Mussolini (1927–2006) |                      |                      | Anna Maria Scicolone | Anna Maria Scicolone | Anna Maria Scicolone         | Anna Maria Scicolone         | Anna Maria Scicolone         | Anna Maria Scicolone         |                              |                              | Sophia Loren (1934–) | Sophia Loren (1934–) | Sophia Loren (1934–) | Sophia Loren (1934–) | Sophia Loren (1934–) | Sophia Loren (1934–) |                     |                     | Carlo Ponti (1912–2007) | Carlo Ponti (1912–2007) | Carlo Ponti (1912–2007) | Carlo Ponti (1912–2007) | Carlo Ponti (1912–2007) | Carlo Ponti (1912–2007) |                        |                        | Benito Albino Dalser (1915–1942) | Benito Albino Dalser (1915–1942) | Benito Albino Dalser (1915–1942) | Benito Albino Dalser (1915–1942) | Benito Albino Dalser (1915–1942) | Benito Albino Dalser (1915–1942) |                           |                           |
|                            |                            |                            |                            |                              |                              |                              |                              |                              |                              |                            |                            |                               |                               |                                  |                                  |                                  |                                  |                                  |                                  |                               |                               |                               |                               |                                      |                                      |                                      |                                      |                                      |                                      |                              |                              |                                  |                                  |                                  |                                  |                                  |                                  |                   |                   |                              |                              |                              |                              |                              |                              |                      |                      |                      |                      |                              |                              |                              |                              |                              |                              |                      |                      |                      |                      |                      |                      |                     |                     |                         |                         |                         |                         |                         |                         |                        |                        |                                  |                                  |                                  |                                  |                                  |                                  |                           |                           |
|                            |                            |                            |                            |                              |                              |                              |                              |                              |                              |                            |                            |                               |                               |                                  |                                  |                                  |                                  |                                  |                                  |                               |                               |                               |                               |                                      |                                      |                                      |                                      |                                      |                                      |                              |                              |                                  |                                  |                                  |                                  |                                  |                                  |                   |                   |                              |                              |                              |                              |                              |                              |                      |                      |                      |                      |                              |                              |                              |                              |                              |                              |                      |                      |                      |                      |                      |                      |                     |                     |                         |                         |                         |                         |                         |                         |                        |                        |                                  |                                  |                                  |                                  |                                  |                                  |                           |                           |
| Fabrizio Ciano (1931–2008) | Fabrizio Ciano (1931–2008) | Fabrizio Ciano (1931–2008) | Fabrizio Ciano (1931–2008) | Fabrizio Ciano (1931–2008)   | Fabrizio Ciano (1931–2008)   |                              |                              | Raimonda Ciano (1933–1998)   | Raimonda Ciano (1933–1998)   | Raimonda Ciano (1933–1998) | Raimonda Ciano (1933–1998) | Raimonda Ciano (1933–1998)    | Raimonda Ciano (1933–1998)    |                                  |                                  | Marzio Ciano (1937–1974)         | Marzio Ciano (1937–1974)         | Marzio Ciano (1937–1974)         | Marzio Ciano (1937–1974)         | Marzio Ciano (1937–1974)      | Marzio Ciano (1937–1974)      |                               |                               | Caio Giulio Cesare Mussolini (1968–) | Caio Giulio Cesare Mussolini (1968–) | Caio Giulio Cesare Mussolini (1968–) | Caio Giulio Cesare Mussolini (1968–) | Caio Giulio Cesare Mussolini (1968–) | Caio Giulio Cesare Mussolini (1968–) |                              |                              |                                  |                                  | Rachela Mussolini                | Rachela Mussolini                | Rachela Mussolini                | Rachela Mussolini                | Rachela Mussolini | Rachela Mussolini |                              |                              | Elisabetta Mussolini         | Elisabetta Mussolini         | Elisabetta Mussolini         | Elisabetta Mussolini         | Elisabetta Mussolini | Elisabetta Mussolini |                      |                      | Alessandra Mussolini (1962–) | Alessandra Mussolini (1962–) | Alessandra Mussolini (1962–) | Alessandra Mussolini (1962–) | Alessandra Mussolini (1962–) | Alessandra Mussolini (1962–) |                      |                      | Carlo Ponti (1968–)  | Carlo Ponti (1968–)  | Carlo Ponti (1968–)  | Carlo Ponti (1968–)  | Carlo Ponti (1968–) | Carlo Ponti (1968–) |                         |                         | Edoardo Ponti (1973–)   | Edoardo Ponti (1973–)   | Edoardo Ponti (1973–)   | Edoardo Ponti (1973–)   | Edoardo Ponti (1973–)  | Edoardo Ponti (1973–)  |                                  |                                  | Sasha Alexander (1973–)          | Sasha Alexander (1973–)          | Sasha Alexander (1973–)          | Sasha Alexander (1973–)          | Sasha Alexander (1973–)   | Sasha Alexander (1973–)   |
| Fabrizio Ciano (1931–2008) | Fabrizio Ciano (1931–2008) | Fabrizio Ciano (1931–2008) | Fabrizio Ciano (1931–2008) | Fabrizio Ciano (1931–2008)   | Fabrizio Ciano (1931–2008)   |                              |                              | Raimonda Ciano (1933–1998)   | Raimonda Ciano (1933–1998)   | Raimonda Ciano (1933–1998) | Raimonda Ciano (1933–1998) | Raimonda Ciano (1933–1998)    | Raimonda Ciano (1933–1998)    |                                  |                                  | Marzio Ciano (1937–1974)         | Marzio Ciano (1937–1974)         | Marzio Ciano (1937–1974)         | Marzio Ciano (1937–1974)         | Marzio Ciano (1937–1974)      | Marzio Ciano (1937–1974)      |                               |                               | Caio Giulio Cesare Mussolini (1968–) | Caio Giulio Cesare Mussolini (1968–) | Caio Giulio Cesare Mussolini (1968–) | Caio Giulio Cesare Mussolini (1968–) | Caio Giulio Cesare Mussolini (1968–) | Caio Giulio Cesare Mussolini (1968–) |                              |                              |                                  |                                  | Rachela Mussolini                | Rachela Mussolini                | Rachela Mussolini                | Rachela Mussolini                | Rachela Mussolini | Rachela Mussolini |                              |                              | Elisabetta Mussolini         | Elisabetta Mussolini         | Elisabetta Mussolini         | Elisabetta Mussolini         | Elisabetta Mussolini | Elisabetta Mussolini |                      |                      | Alessandra Mussolini (1962–) | Alessandra Mussolini (1962–) | Alessandra Mussolini (1962–) | Alessandra Mussolini (1962–) | Alessandra Mussolini (1962–) | Alessandra Mussolini (1962–) |                      |                      | Carlo Ponti (1968–)  | Carlo Ponti (1968–)  | Carlo Ponti (1968–)  | Carlo Ponti (1968–)  | Carlo Ponti (1968–) | Carlo Ponti (1968–) |                         |                         | Edoardo Ponti (1973–)   | Edoardo Ponti (1973–)   | Edoardo Ponti (1973–)   | Edoardo Ponti (1973–)   | Edoardo Ponti (1973–)  | Edoardo Ponti (1973–)  |                                  |                                  | Sasha Alexander (1973–)          | Sasha Alexander (1973–)          | Sasha Alexander (1973–)          | Sasha Alexander (1973–)          | Sasha Alexander (1973–)   | Sasha Alexander (1973–)   |